# Romare Bearden
Romare Howard Bearden (Charlotte, 2 de septiembre de 1914 - Nueva York, 11 de marzo de 1988) fue un pintor estadounidense.
Estudió con George Grosz en la Liga de estudiantes de arte de Nueva York.En la Universidad Columbia. Después de prestar servicio militar durante la Segunda Guerra Mundial asistió a La Sorbona y viajó constantemente por Europa. Fue en esta época que alcanzó cierto reconocimiento por sus complejos y semiabstractos collages fotográficos, al igual que por sus pinturas sobre lienzo. Su obra resalta ciertos aspectos de la Cultura afroamericana, como las costumbres, la música y el núcleo familiar.

## Premios
- American Academy of Arts and Letters Painting Award, 1966
- National Institute of Arts and Letters grant, 1966
- Ford Foundation Fellowship, 1973
- Medal of the State of North Carolina, 1976
- Frederick Douglas Medal, New York Urban League, 1978
- James Weldon Johnson Award, Atlanta Chapter of NAACP, 1978